# Nervous
«Nervous» es una canción del cantante canadiense Shawn Mendes. Fue escrita por Mendes, Scott Harris y Julia Michaels, y producida por Teddy Geiger y Mendes. La canción fue lanzada por Island Records el 23 de mayo de 2018, como el quinto sencillo del tercer álbum de estudio homónimo de Mendes, Shawn Mendes.

## Antecedentes
Mendes anunció el lanzamiento del sencillo el 22 de mayo de 2018, publicando su video y fecha de lanzamiento en su cuenta de Instagram. 

## Video musical
El video musical fue lanzado el 11 de junio de 2018 a través del canal oficial Vevo del cantante en YouTube. Lilliya Scarlett es la protagonista del video.

## Créditos
Los créditos fueron adaptados de Tidal. 
- Shawn Mendes — producción, vocales, coros, guitarra.
- Teddy Geiger — producción, teclado, batería, guitarra, percusión, programación.
- Harry Burr — asistencia en la mezcla.
- Nate Mercereau — bajo.
- Scott Harris — guitarra, palmas.
- Andrew Maury — mezcla.

## Gráficos
| Listas (2018–2019)                    | Mejor posición |
| ------------------------------------- | -------------- |
| Argentina (Monitor Latino)            | 11             |
| Australia (ARIA)                      | 51             |
| Austria (Ö3 Austria Top 40)           | 39             |
| Canadá (Canadian Hot 100)             | 66             |
| Alemania (Offizielle Deutsche Charts) | 86             |
| Hungría (Rádiós Top 40)               | 35             |
| Países Bajos (Mega Single Top 100)    | 38             |
| Nueva Zelanda (RMNZ)                  | 1              |
| Eslovaquia (Rádio Top 100)            | 35             |
| Eslovenia (SloTop50)                  | 22             |
| Suecia (Sverigetopplistan)            | 71             |
| Suiza (Schweizer Hitparade)           | 59             |
| Reino Unido (UK Singles Chart)        | 54             |
| Venezuela (National-Report)           | 88             |

## Certificaciones
| País      | Organismo certificador | Certificación | Ventas certificadas | Ref.   |
| --------- | ---------------------- | ------------- | ------------------- | ------ |
| Australia | ARIA                   | Platino       | 70 000              | [ 21 ] |
| Brasil    | Pro-Música Brasil      | Oro           | 20 000              | [ 22 ] |
| Canadá    | Music Canada           | Oro           | 40 000              | [ 23 ] |
| México    | AMPROFON               | Oro           | 30 000              | [ 24 ] |